# Robert Bosch

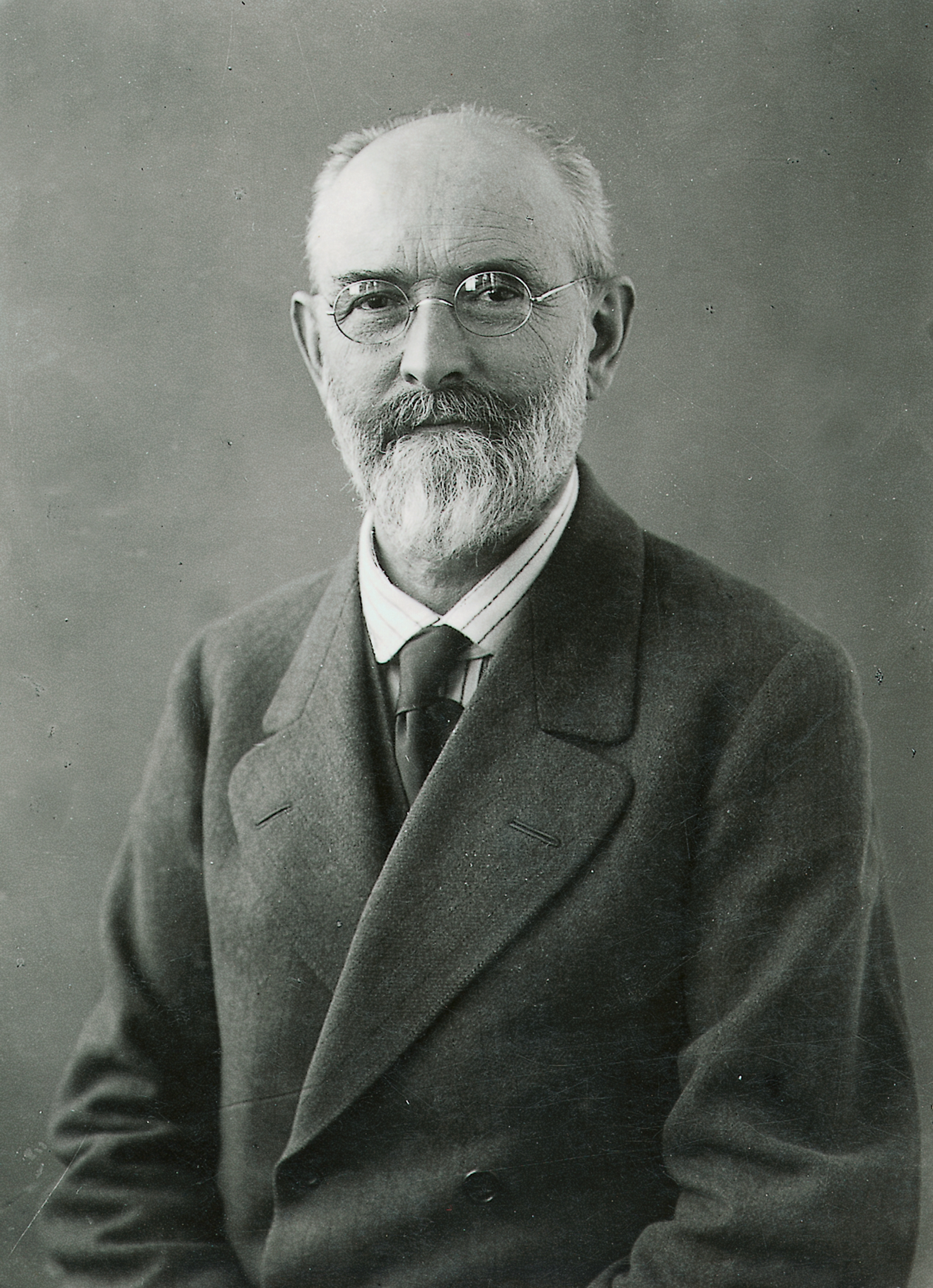
Robert Bosch, 1925

August Robert Bosch (* 23. September 1861 in Albeck bei Ulm; † 12. März 1942 in Stuttgart) war ein deutscher Industrieller, Ingenieur und Erfinder. Mit der Eröffnung der Werkstätte für Feinmechanik und Elektrotechnik im Jahr 1886 in Stuttgart legte er den Grundstein für die heutige Robert Bosch GmbH.

## Leben

### Jugend und Berufseinstieg

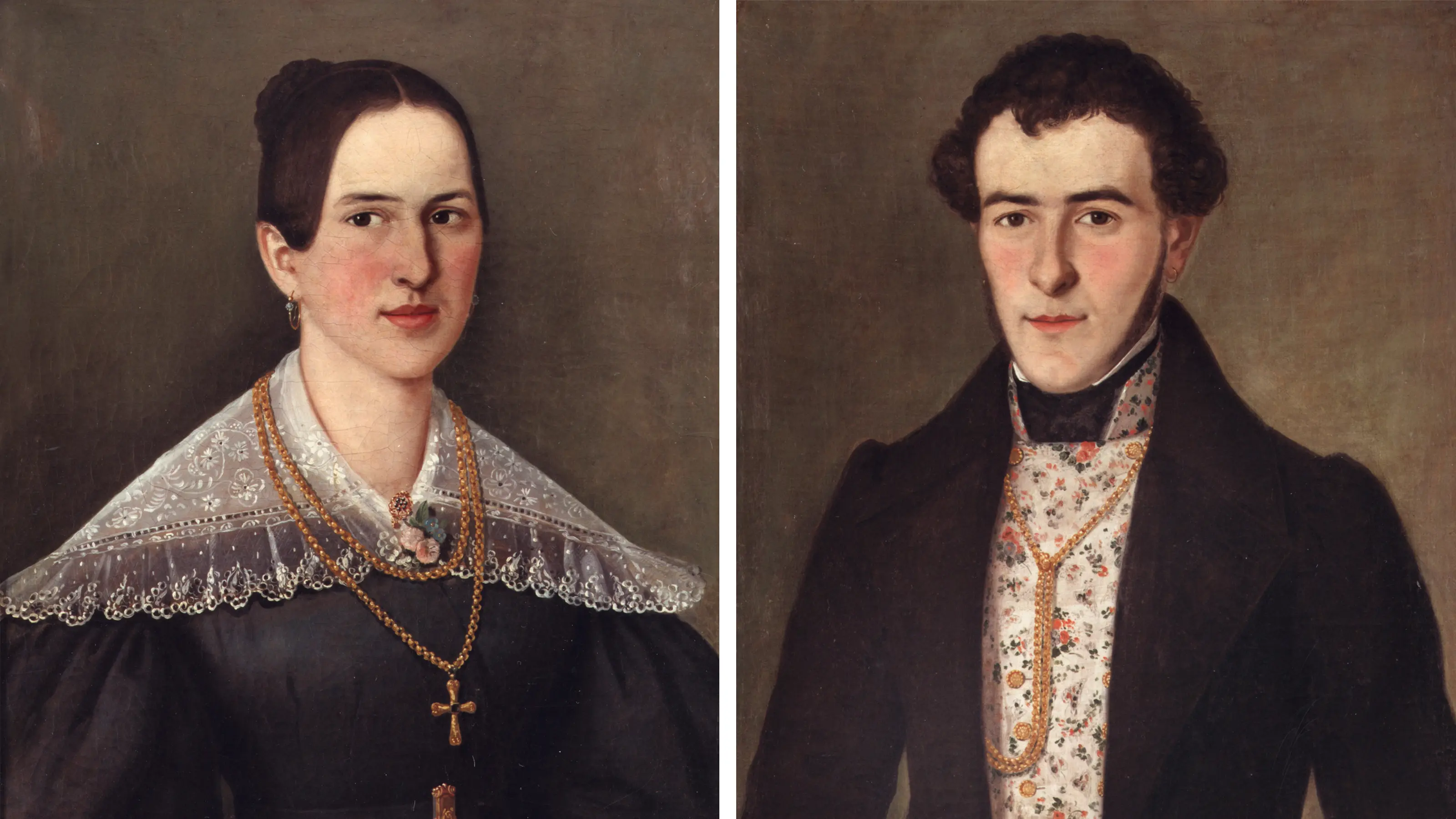
Porträts von Servatius und Maria Margarita Bosch (1838)

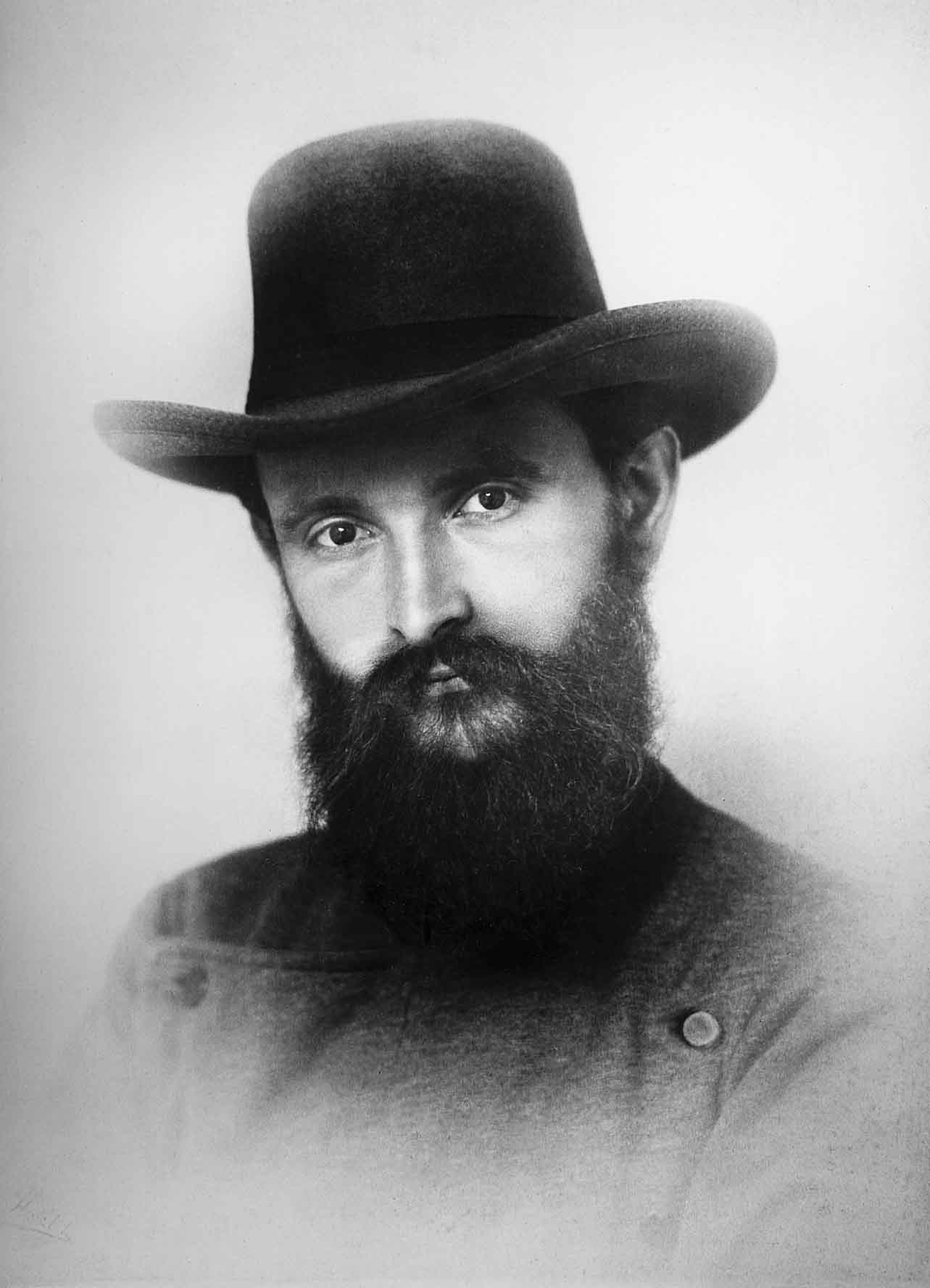
Robert Bosch im Alter von 27 Jahren

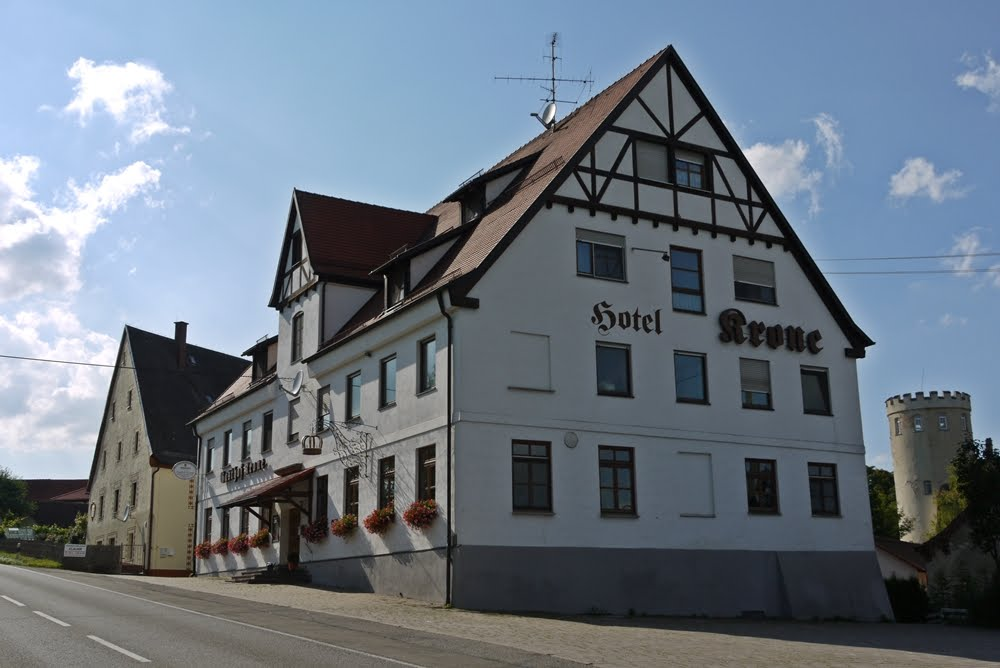
Wirtschaft „Zur Krone“ in Albeck, Geburtsort von Robert Bosch

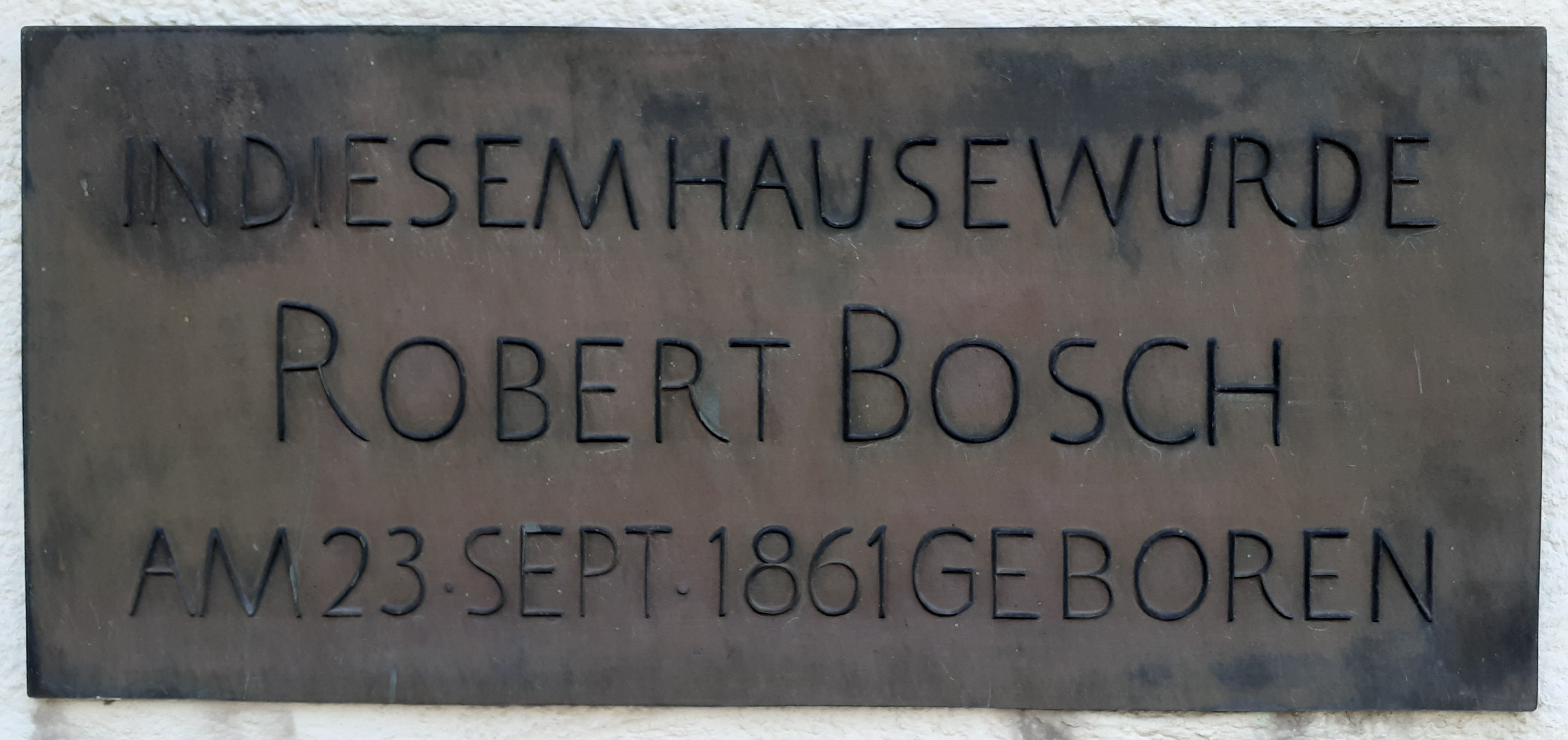
Plakette am Geburtshaus

Robert Bosch wurde in Albeck nordöstlich von Ulm geboren und war das zweitjüngste von zwölf Kindern. Seine Eltern Servatius (1816–1880) und Maria Margarethe Bosch, geb. Dölle (1818–1898) gehörten der regionalen bäuerlichen Oberschicht an. Der Vater war Gastwirt des Gasthauses Krone und Freimaurer. Er war über seinen Stand hinaus gebildet und legte besonderen Wert auf eine gute Ausbildung seiner Kinder. Von 1869 bis 1876 besuchte Robert Bosch die Ulmer Realschule und absolvierte danach eine Mechanikerlehre. 1879 ging Bosch ganz traditionell auf Wanderschaft und konnte so seine durch ungünstige Verhältnisse im Lehrbetrieb bedingten Ausbildungslücken schließen. Er suchte sich fast nur erste Adressen der damaligen Hochtechnik aus. Er arbeitete als Gürtler im Unternehmen seines Bruders Carl Friedrich (Vater von Carl Bosch) und seines Schwagers Gustav Haag, Bosch & Haag, in Köln und verbrachte den Winter 1879 beim Elektrotechnik-Pionier Wilhelm Emil Fein in Stuttgart. Im Dezember 1879 wechselte er nach Hanau zum Hofjuwelier Friedrich Isaac Roediger, dem Pionier auf dem Gebiet der vollautomatischen maschinellen Produktion der Fuchsschwanzkette. Roediger hatte bei seinem Onkel Isaac Bury sowie in Paris und bei seinem Onkel Jean-Frederic Bury in Genf gelernt und wurde dann Teilhaber des Unternehmens seines Onkels in Hanau. 1851 verstarb Bury und Roediger übernahm die Gesamtleitung der Unternehmung. 1866 gründete er sein eigenes Unternehmen in Hanau und erfand ein Verfahren zur vollautomatischen Produktion von Schmuckketten. Bosch lernte bei Roediger den ersten Fertigungsautomaten seiner Laufbahn kennen. Als er im September 1880 erfuhr, dass sein Vater an Lungenentzündung erkrankt war, kehrte er zurück nach Ulm. Nach dem Tod des Vaters ging er wieder zu Bosch & Haag in Köln.
Vom 1. Oktober 1881 bis zum 1. Oktober 1882 leistete Robert Bosch als Einjährig-Freiwilliger seinen Militärdienst beim Württembergischen Pionier-Bataillon Nr. 13 in Ulm ab, den er als Unteroffizier und Offiziersaspirant beendete. Die von seinen Vorgesetzten in Aussicht gestellte Offizierslaufbahn schlug er dann aber doch nicht ein. Anschließend arbeitete Bosch vier Jahre lang bei verschiedenen Unternehmen in Deutschland, den USA (bei Edison) und Großbritannien (Siemens Brothers & Co.).

### Unternehmensgründung und -geschichte

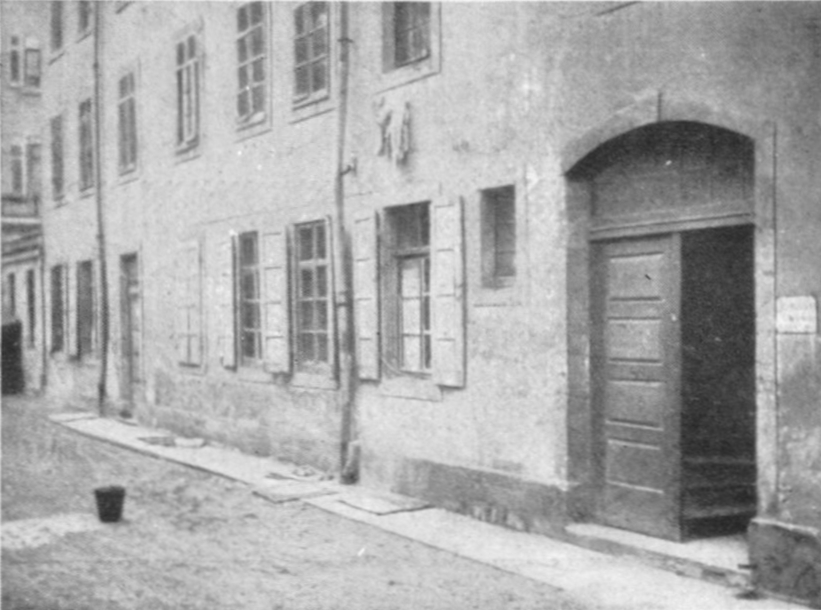
Stuttgart, Rotebühlstraße 75 im Jahr 1890: Zugang zum Hinterhaus Rotebühlstraße 75 B mit Robert Boschs Werkstätte.

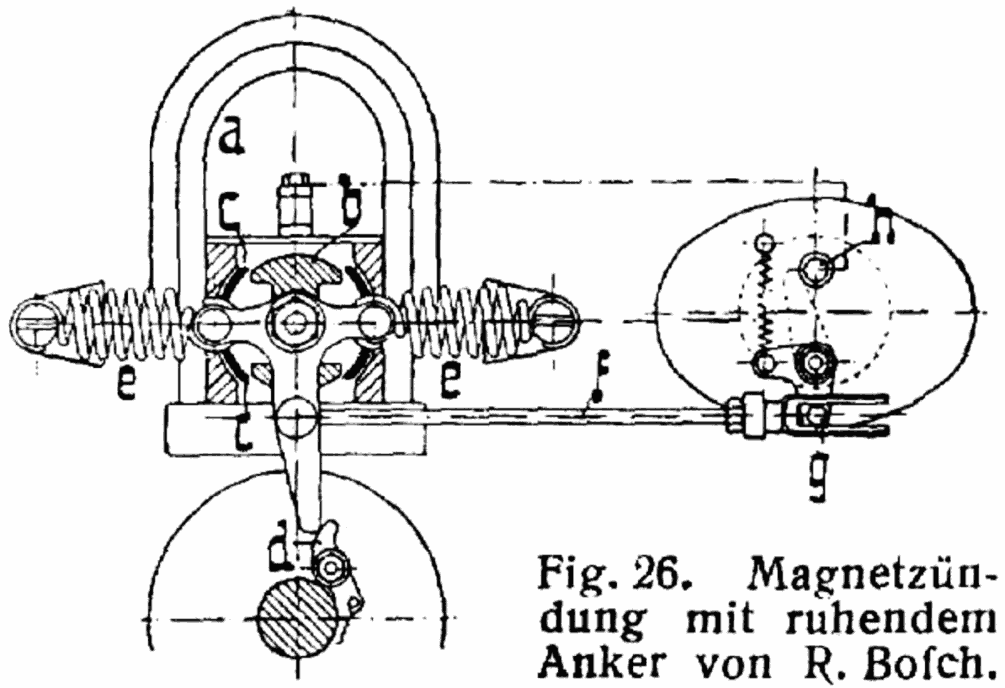
Pendelhülsen-Magnetzünder
(DRP 99399)

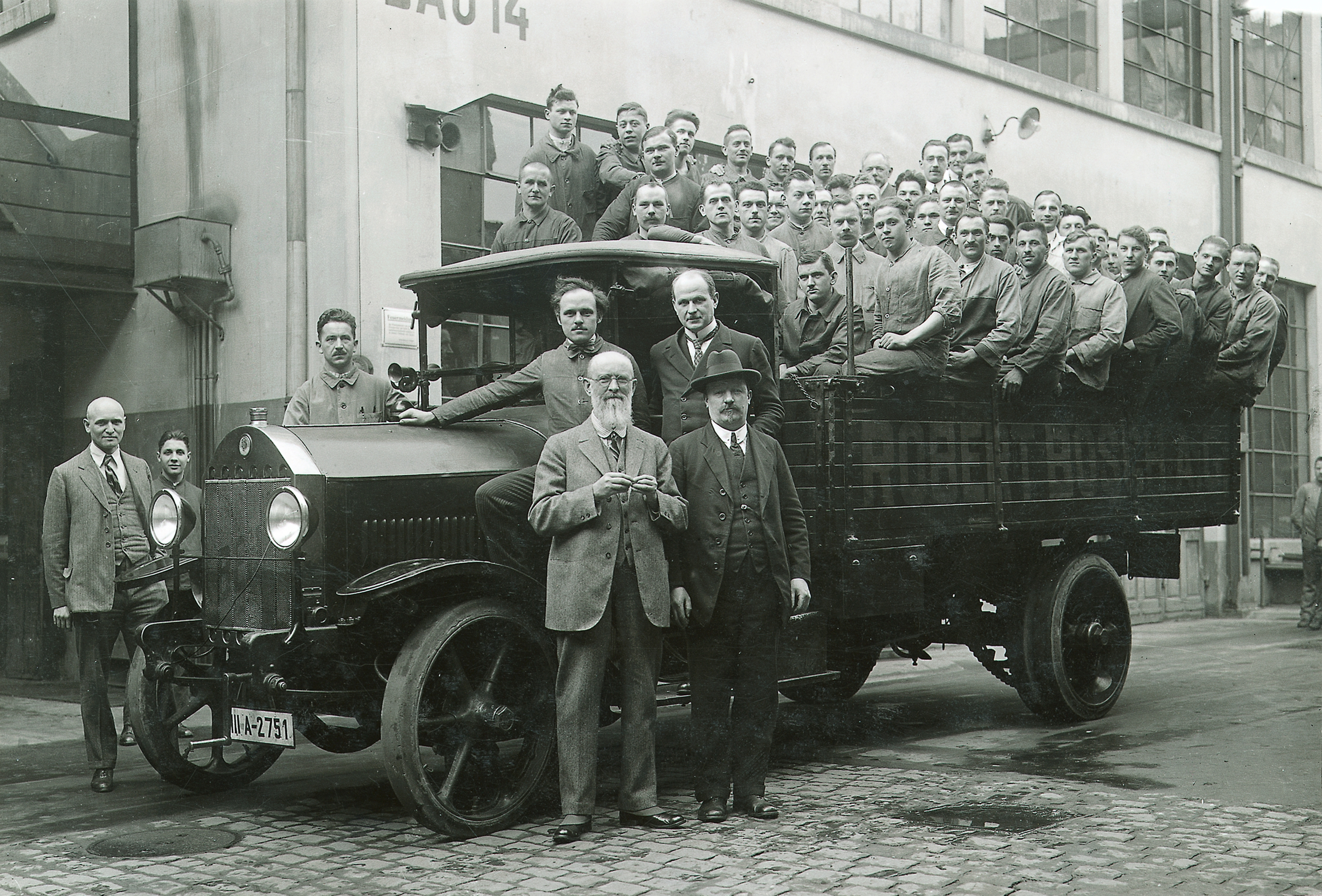
Robert Bosch mit Mitarbeitern der Einspritzpumpen-Versuchsabteilung im Werk Stuttgart, 1926

Am 15. November 1886 eröffnete Robert Bosch in Stuttgart (Rotebühlstraße 75 B) mit einem Gesellen und einem Lehrling eine Werkstätte für Feinmechanik und Elektrotechnik (heute Robert Bosch GmbH). 1887 verbesserte er dort einen ursprünglich von Siegfried Marcus patentierten Magnetzünder der Maschinenfabrik Deutz entscheidend und hatte damit erste wirtschaftliche Erfolge bei stationären Gasmotoren. Der Apparat diente zur Erzeugung eines elektrischen Funkens, mit dem das Gasgemisch in einem (stationären) Verbrennungsmotor zur Zündung gebracht wurde. 1897 gelang es Boschs Mitarbeiter Arnold Zähringer erstmals, einen solchen Magnetzünder an einen schnell laufenden Kraftfahrzeugmotor zu adaptieren. Damit löste er eines der größten technischen Probleme der noch jungen Automobiltechnik. 1901/02 entwickelte Robert Boschs erster Ingenieur Gottlob Honold den Hochspannungsmagnetzünder; damit war ein Weg zu immer schneller laufenden Benzinmotoren gefunden – alternativ zu Henry Fords Schwungrad-Magnetzündung.
Schon vor der Jahrhundertwende dehnte Bosch sein Geschäft ins Ausland aus, zunächst 1898 nach Großbritannien und weitere europäische Länder. 1906 wurde die erste Vertretung und 1910 die erste Fabrik in den USA eröffnet. 1913 besaß das Unternehmen Niederlassungen in Amerika, Asien, Afrika und Australien und erwirtschaftete 88 % des Umsatzes außerhalb Deutschlands. Zu Beginn des Ersten Weltkriegs war ein Großteil der fahrbaren Kriegsgeräte mit Boschs Zündkerzen bestückt.
Innovationen für das Kraftfahrzeug brachte Bosch nach dem Ersten Weltkrieg in rascher Folge auf den Markt, unter anderem 1927 die Dieseleinspritzung. Unter dem Eindruck der Krisen der 1920er Jahre (Hyperinflation 1923, Weltwirtschaftskrise Anfang der 1930er) betrieb Robert Bosch in seinem Unternehmen einen Modernisierungs- und Diversifizierungsprozess. In wenigen Jahren gelang es, das Unternehmen vom handwerklich produzierenden Automobilzulieferer hin zum weltweit tätigen Elektrotechnik-Konzern auszubauen. Im Zweiten Weltkrieg konnte das Unternehmen erneut hohe Gewinne erzielen, vor allem durch die Luftwaffe, die Einspritzpumpen kaufte (beispielsweise für den Flugzeugmotor Daimler-Benz DB 605). Robert Bosch zog sich gegen Ende der 1930er Jahre aus dem Tagesgeschäft zurück; gleichwohl beschäftigte er sich weiterhin mit Neuerungen für sein Unternehmen.
Bosch beschrieb 1918 den Aufbau und sein Geschäftsmodell in einem Brief an die Preußische Staatsbibliothek Berlin.

### Soziales Engagement

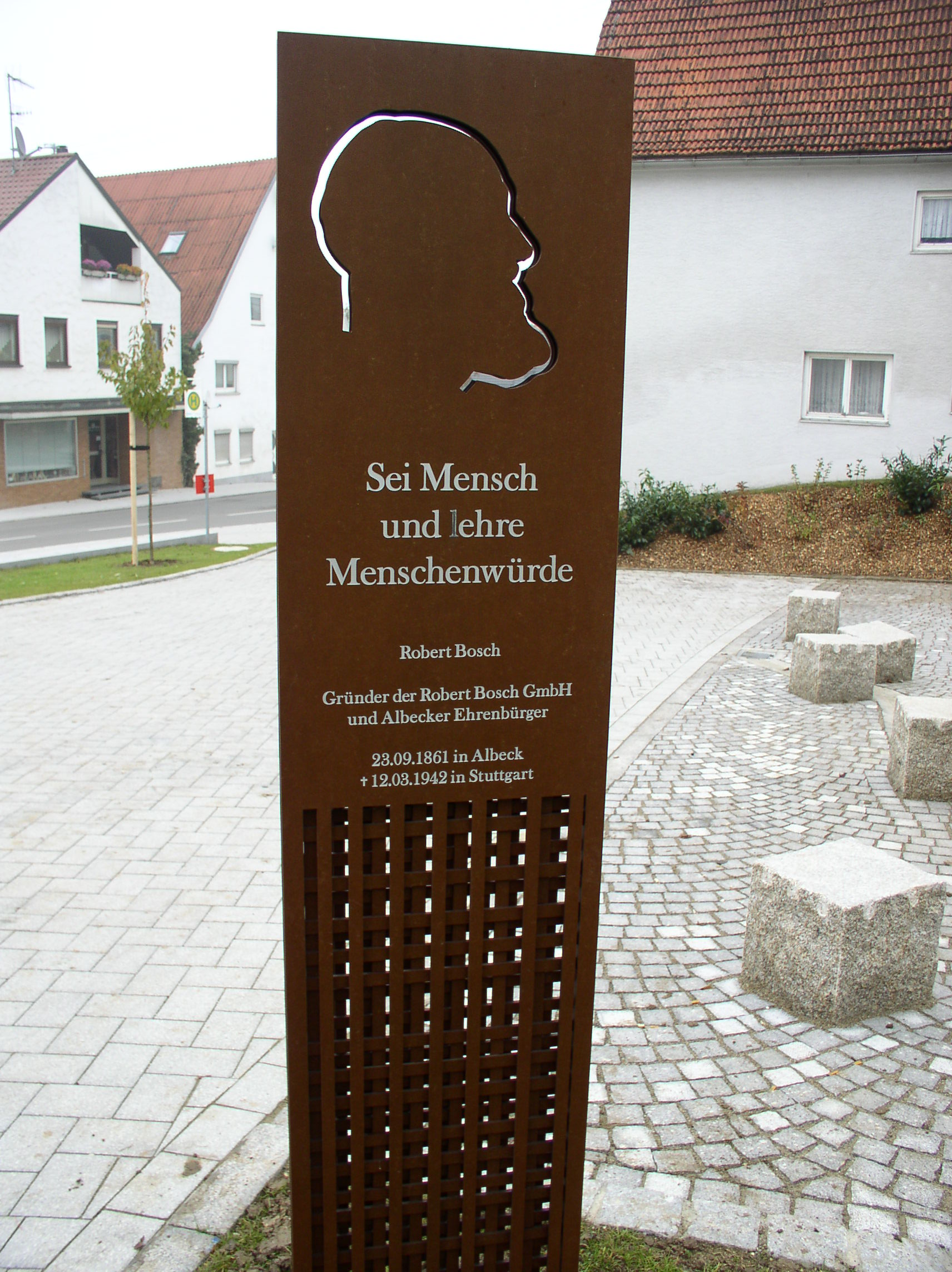
Denkmal zu Ehren Robert Boschs in seinem Geburtsort Albeck

In den 1880er Jahren wurde Robert Bosch Mitglied der amerikanischen Organisation Knights of Labor, die eine Mischung aus Geheimloge und Gewerkschaft war. 1907 trat er dem Verband Württembergischer Unternehmer bei und 1913 dem Verband der Württembergischen Metall-Industriellen. Im Ersten Weltkrieg konnte Bosch durch den Verkauf seiner Produkte stark profitieren und verwendete 20 Millionen Mark des Gewinns zum Bau des Neckarkanals und zur Gründung technischer, bildungspolitischer und sozialer Stiftungen. Ferner ließ er in Zeiten des Ersten Weltkriegs einige Fabriken zu Lazaretten umfunktionieren und spendete für die heimkehrenden verwundeten Arbeiter künstliche Gliedmaßen. Obwohl er selbst niemals studiert hatte, wurde Robert Bosch Ehrenmitglied des Altherrenverbandes der Stuttgarter Studentenverbindung Akademischer Verein Hütte Stuttgart und trug durch seine Stiftungen maßgeblich dazu bei, dass dort 1907–1912 ein ansehnliches Verbindungshaus mit Wohnmöglichkeiten für auswärtige Studenten entstehen konnte.
Von Anfang an war Bosch die Aus- und Weiterbildung seiner Mitarbeiter ein besonderes Anliegen. Im Bewusstsein der sozialen Verantwortung des Unternehmers führte er bereits 1906 als einer der ersten in Deutschland den Achtstundentag ein. Dies brachte ihm den Beinamen „Der rote Bosch“ ein. Weitere vorbildliche soziale Leistungen für die Mitarbeiter folgten. Mit dem wachsenden Erfolg stiegen auch die Gehälter der Mitarbeiter, die zum Teil mehr als 60 % über denen der Konkurrenz lagen. Dennoch konnte Bosch einen höheren Gewinn erwirtschaften. 1940 übergab er ein von ihm gestiftetes Krankenhaus in Stuttgart seiner Bestimmung. Der 1969 entstandene Neubau trägt noch heute den Namen Robert-Bosch-Krankenhaus. Berühmtes Beispiel für die Einstellung Boschs wurde die Aussage „Ich zahle nicht gute Löhne, weil ich viel Geld habe, sondern ich habe viel Geld, weil ich gute Löhne bezahle“.

### Politisches Engagement
Bosch sah sich selbst als Sozialdemokrat und pflegte eine stabile Sozialpartnerschaft. Ein vom Deutschen Metallarbeiter-Verband (D.M.V.) bei der Bosch-Metallwerk AG in Feuerbach organisierter Streik der Belegschaft im Juni/Juli 1913 führte zu einer tiefen Entfremdung zwischen Bosch und der Sozialdemokratie.
Bosch reagierte auf den Streik, indem er das Werk stilllegen ließ. Es war ein großteils politisch motivierter Streik. Der Rationalisierungsdruck wuchs zwar stetig, doch damit auch das Lohnniveau. Entscheidend war jedoch, dass es in der Stuttgarter Sozialdemokratie Flügelkämpfe gab zwischen dem reformorientierten und dem radikalen Flügel, welcher am Beispiel des Unternehmens Bosch mit seinem hohen Organisationsgrad im D.M.V. einen geeigneten Startpunkt für einen Massenstreik sah. Hinzu kam: der D.M.V. wandte sich dem radikalen, eng an Marx orientierten Flügel zu, der sich durch Boschs reformistische Haltung weiter aufgestachelt sah. Letztlich zerbrach innerhalb weniger Monate eine lange Zeit stabile, damals sehr fortschrittliche Sozialpartnerschaft.
In den 1920er und 1930er Jahren war Robert Bosch auch politisch tätig. Er begrüßte die demokratische Verfassung der Weimarer Republik und führte auch betriebsintern demokratische Zustände ein wie beispielsweise die Etablierung einer Werkszeitung, des Bosch-Zünders. Als liberaler Unternehmer gehörte er verschiedenen Wirtschaftsgremien an. Viel Energie und hohe finanzielle Mittel investierte er in die Aussöhnung zwischen Deutschland und Frankreich. Davon erhoffte er sich einen dauerhaften Frieden in Europa und die Schaffung eines europäischen Wirtschaftsraumes ohne Zollschranken. Mehrere Male versuchte er in persönlichen Gesprächen Adolf Hitler für diesen Plan zu gewinnen. Zwischen 1922 und 1933 war er Mitglied im Senat der Kaiser-Wilhelm-Gesellschaft. Von 1923 bis 1926 saß Bosch im Vorstand des Vereins Deutscher Ingenieure (VDI).
Bosch förderte die Paneuropa-Union finanziell und trat ihr 1927 als förderndes Mitglied bei. Er teilte ihren antisowjetischen Grundzug und war der Meinung, Westeuropa müsse sich zusammenschließen „um Rußland aufzumachen und zu liberalisieren“.
Nach der Machtergreifung setzte das nationalsozialistische Regime diesen Bemühungen Boschs ein rasches Ende. Bald übernahm das Unternehmen auch Rüstungsaufträge und beschäftigte während des Krieges Zwangsarbeiter. Auf dem Gelände der Bosch-Tochtergesellschaft Dreilinden Maschinenbau GmbH befand sich das zum Konzentrationslager Sachsenhausen gehörige Außenlager Kleinmachnow. Gleichzeitig aber unterstützte Robert Bosch aktiv den Widerstand gegen den Nationalsozialismus. Er hatte Verbindungen zu Carl Goerdeler und anderen Männern des 20. Juli 1944. Er rettete mit seinen engsten Mitarbeitern Juden und andere Verfolgte des Naziregimes vor der Deportation. Goerdeler reiste mit Hilfe eines Bosch-Ausweises durch die Lande, um Verbündete im Kampf gegen das Hitler-Regime zu gewinnen. Vertrauten gegenüber formulierte Bosch unumwunden, was er von Hitler hielt: „Meine Herrâ, der Kerle isch e Verbrecher.“ Der Historiker Arno Lustiger zählt Bosch exemplarisch zu den Industriellen, „die alles taten, um jüdische Angestellte und deren Familien zu retten“, wie auch Ernst Leitz oder Berthold Beitz.

### Privates

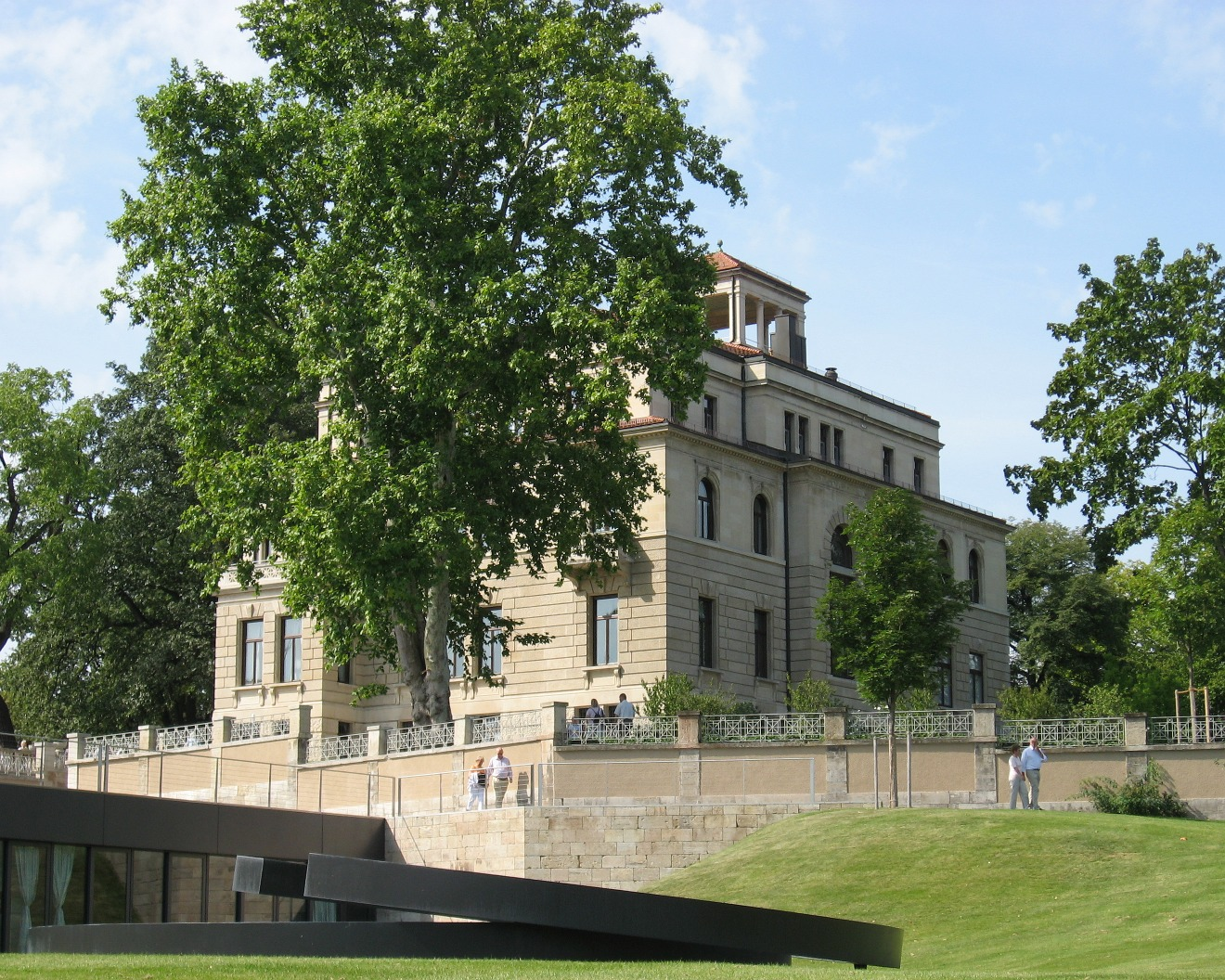
Die 1910 erbaute Bosch-Villa im Stadtteil Gänsheide in Stuttgart-Ost

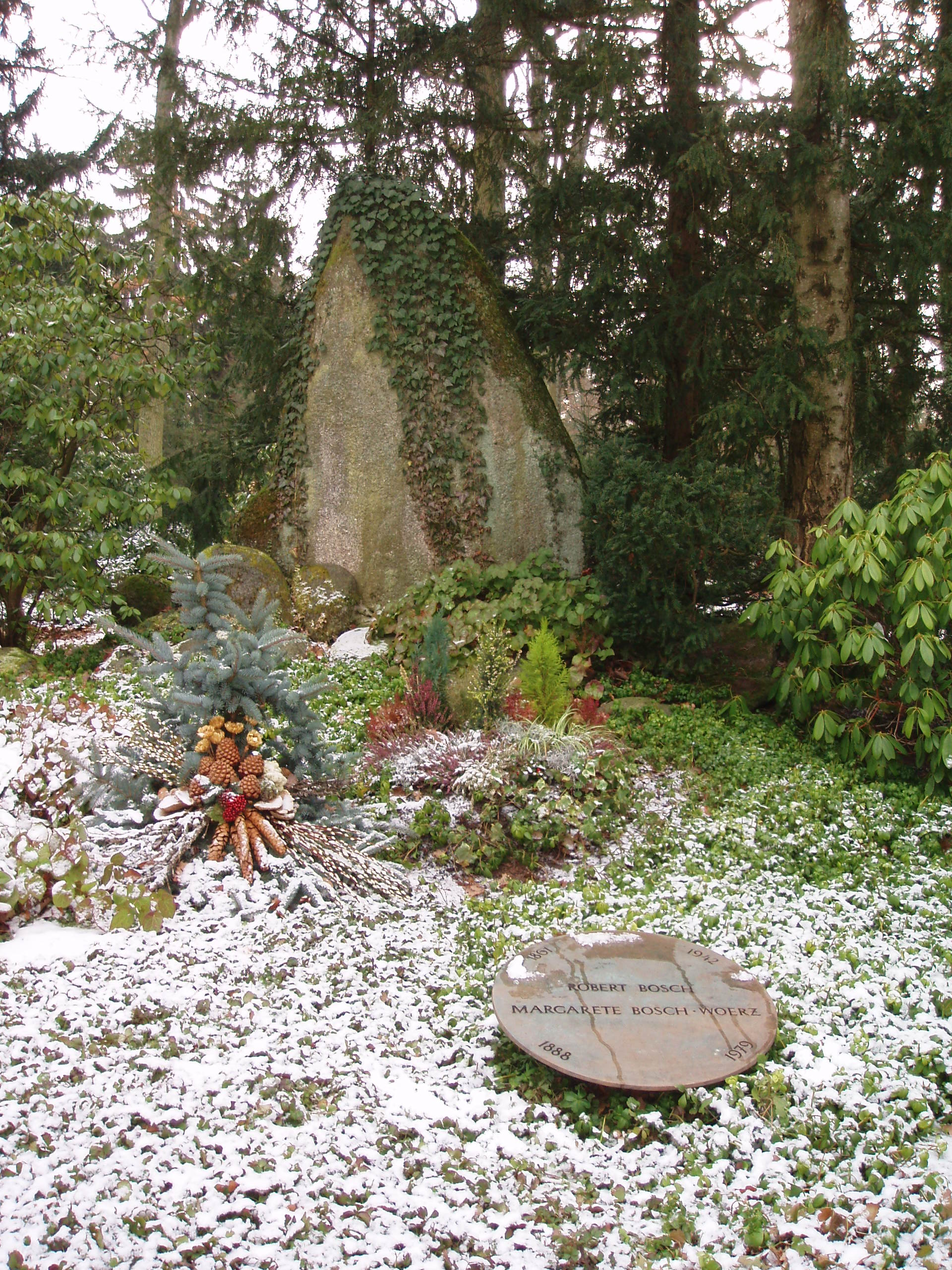
Boschs Grab

Am 10. Oktober 1887 heiratete Robert Bosch Anna Kayser (1864–1949), die Schwester seines Freundes Eugen Kayser († 1918), der 1909 Leiter der Bosch-Metallwerk AG in Feuerbach wurde. 1888 wurde die Tochter Margarete, 1889 die Tochter Paula und 1891 der Sohn Robert geboren, der 1921 an Multipler Sklerose starb. Die 1893 geborene Tochter Elisabeth starb früh. Nach seiner Scheidung von Anna Kayser im Jahr 1927 heiratete er im November desselben Jahres in Berlin Margarete Wörz (1888–1979). Dieser zweiten Ehe entstammen der Sohn Robert jun. (1928–2004) und die Tochter Eva (* 1931), später Ehefrau des Luftfahrtingenieurs Gero Madelung.
Karl Kautsky war nach seiner Rückkehr aus dem Londoner Exil Mitbewohner in dem Haus der Familie Bosch. Ein freundschaftliches Verhältnis verband Robert und Anna Bosch mit ihrer Nachbarin Clara Zetkin und später auch mit deren Ehemann Friedrich Zundel, der nach seiner Scheidung 1927 Boschs Tochter Paula heiratete. Der Physiker und Friedensforscher Georg Zundel war ein Enkel von Robert Bosch.
Robert Bosch hatte großes Interesse an landwirtschaftlichen Fragen und besaß ein landwirtschaftliches Anwesen („Boschhof“) in Mooseurach südlich von München, welches heute ein Enkel leitet. Außerdem war er begeisterter Jäger und Sammler von Schusswaffen. Er zählte zu den frühen Anhängern Gustav Jägers, dessen wollene „Normalkleidung“ er jahrzehntelang trug. Er war Anhänger der Homöopathie, sammelte Grundlagenwerke, aus denen das Institut für Geschichte der Medizin hervorging und finanzierte die Gründung des Robert-Bosch-Krankenhauses, das entsprechende Versorgungsleistungen anbot.
Robert Bosch starb am 12. März 1942 im Marienhospital Stuttgart mit 80 Jahren an einer Ohrenentzündung. Der NS-Staat vereinnahmte Bosch durch ein inszeniertes, den Interessen ihrer Propaganda dienendes Staatsbegräbnis.
Sein Grab befindet sich auf dem Waldfriedhof in Degerloch.

## Nachwirkung und Rezeption
1937 hatte Robert Bosch sein Unternehmen in eine GmbH (Robert Bosch GmbH) umgewandelt und ein Testament verfasst, in dem er verfügte, dass die Erträge des Unternehmens gemeinnützigen Zwecken zugeführt werden sollen. Gleichzeitig entwarf er darin die Grundzüge der 1964 von seinen Nachfolgern umgesetzten und bis heute gültigen Unternehmensverfassung. In diesem Zusammenhang wurde 1964 die bereits 1921 gegründete Gemeinnützige Vermögensverwaltung Bosch GmbH mit weiteren Geschäftsanteilen durch die Nachfahren ausgestattet, aus der 1969 die Robert Bosch Stiftung hervorging. Auch Boschs Nachkommen setzen sich für soziale Belange ein.
Das seinen Namen tragende Unternehmen ist heute ein weltweit agierender Konzern mit mehr als 400.000 Mitarbeitern, der sich den Idealen seines Gründers verpflichtet fühlt. Das Unternehmen beteiligt sich nicht an der Entwicklung von Waffentechnik und auch die Auslandsniederlassungen haben hohe soziale Standards im Umgang mit ihren Mitarbeitern.
Boschs Lebensmotto kann dahingehend beschrieben werden, dass er überzeugt war, mit ehrlichem Einsatz und eiserner Disziplin seine Ziele erreichen zu können, auch wenn sich Krisen in den Weg stellen.
Eine im August 2011 in Deutschland ausgestrahlte Fernsehdokumentation über Robert Bosch schildert ihn als tragische Figur, die ungewollt ein Profiteur der Aufrüstung der Wehrmacht und des Krieges wurde und der durch den gewählten Weg der Kooperation mit den Nationalsozialisten bei gleichzeitigem Widerstand zwangsläufig mit den eigenen Idealen im Konflikt stand.
Etliche Schulen tragen seinen Namen.

## Schriften
- Robert Bosch: Die Verhütung künftiger Krisen in der Weltwirtschaft. Privatdruck 1932 (englisch: London 1937).
- Robert Bosch: Aufsätze, Reden und Gedanken. 3. Auflage. Fink, Stuttgart 1957.

In der 1919 erstmals erschienenen Werkszeitschrift „Bosch-Zünder“ veröffentlichte Robert Bosch unter anderem folgende Aufsätze:
- Die Verhütung künftiger Krisen in der Weltwirtschaft
- Über den Achtstundentag
- Über Volksbildung
- Zum sozialen Frieden
- Über deutschfranzösische Verständigung

## Film
- Robert Bosch – Vermächtnis eines Großindustriellen. Dokumentarfilm, Deutschland, 2011, 80 Min., Buch und Regie: Birgit Schulz und Angela Linders, Produktion: SWR, Erstausstrahlung: 16. August 2011 in der ARD, Inhaltsangabe vom SWR.